# Cratere Russell (Marte)
Russell  è un cratere sulla superficie di Marte.
Il cratere è dedicato all'astronomo statunitense Henry Norris Russell.